# James F. Strother (Politiker, 1868)

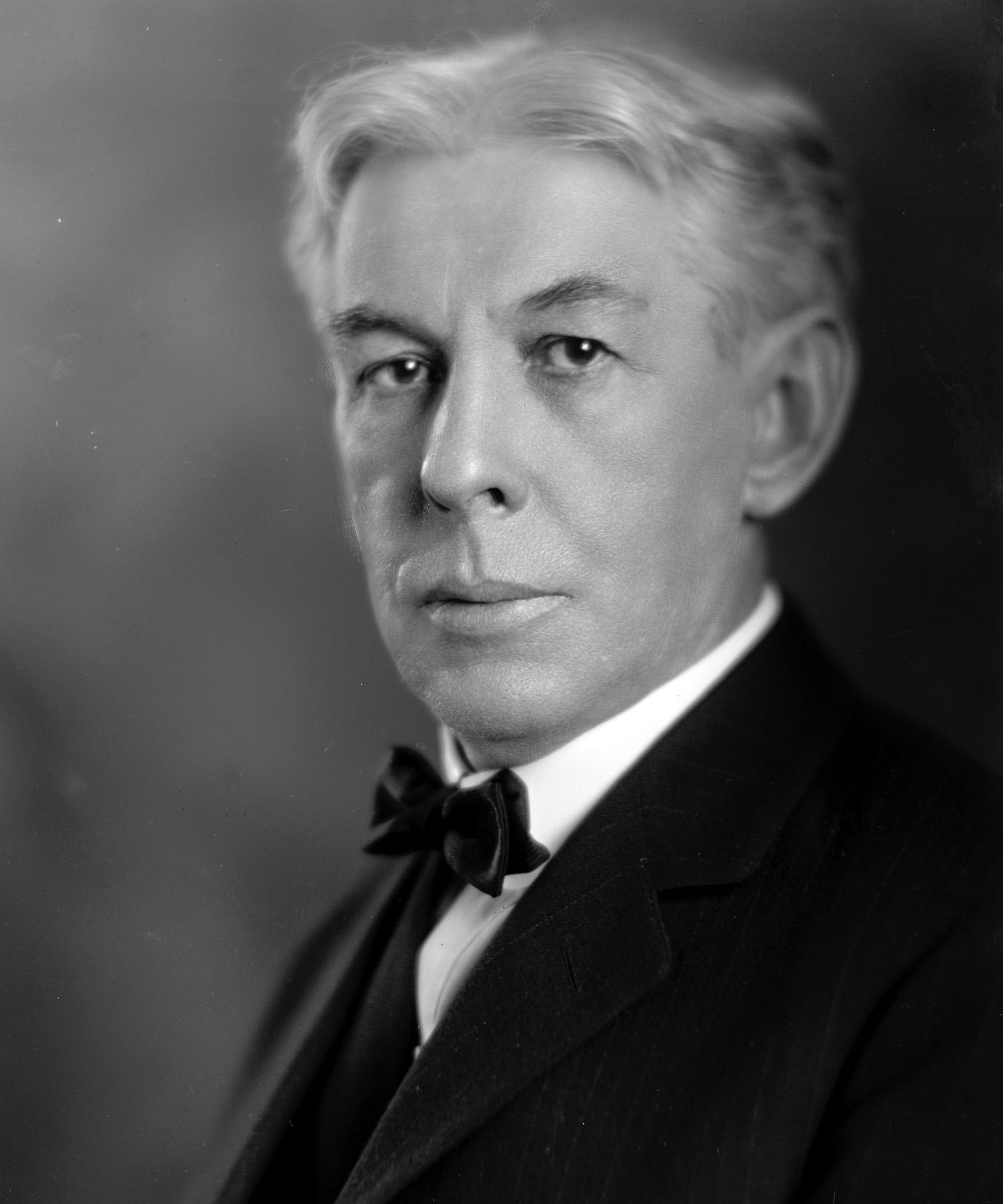
James F. Strother

James French Strother (* 29. Juni 1868 bei Pearisburg, Giles County, Virginia; † 10. April 1930 in Welch, West Virginia) war ein US-amerikanischer Politiker. Zwischen 1925 und 1929 vertrat er den fünften Wahlbezirk des Bundesstaates West Virginia im US-Repräsentantenhaus.

## Werdegang
James Strother war ein Enkel von James F. Strother Sr. (1811–1860), der zwischen 1851 und 1852 den Staat Virginia im US-Repräsentantenhaus vertreten hatte, sowie der Urenkel von George Strother (1783–1840), der von 1817 bis 1821 für Virginia im Kongress saß. Der junge Strother besuchte die öffentlichen Schulen seiner Heimat einschließlich der Pearisburg Academy. Außerdem studierte er am Virginia Agricultural and Mechanical College in Blacksburg.
Zwischen 1890 und 1893 war er stellvertretender Leiter des Finanzamts in Lynchburg. Nach einem Jurastudium an der University of Virginia in Charlottesville und seiner 1894 erfolgten Zulassung als Rechtsanwalt begann er in Pearisburg in seinem neuen Beruf zu arbeiten. Im Jahr 1895 zog er nach Welch im McDowell County (West Virginia), wo er ebenfalls als Anwalt tätig war. Zwischen 1897 und 1901 arbeitete er als United States Commissioner für die Bundesregierung; von 1905 bis 1924 war er Richter am Strafgericht im McDowell County.
Strother war Mitglied der Republikanischen Partei und wurde 1924 als deren Kandidat im fünften Distrikt von West Virginia in das US-Repräsentantenhaus in Washington, D.C. gewählt. Dort trat er am 4. März 1925 die Nachfolge des Demokraten Thomas Jefferson Lilly an. Nach einer Wiederwahl im Jahr 1926 konnte er bis zum 3. März 1929 zwei Legislaturperioden im Kongress absolvieren. 1928 verzichtete Strother auf eine weitere Kandidatur. Er starb im April 1930 in Welch und wurde in Bluefield beigesetzt.